# 三门峡黄河医院
三门峡黄河医院，又称河南科技大学附属黄河医院，是位于中华人民共和国河南省三门峡市湖滨区的一个三级甲等综合医院，创建于1956年9月。

## 历史
1956年9月，医院创建，院址设在大安村。
1958年12月，医院由大安村迁到湖滨区和平西路。
2008年10月，医院被评定为国家三级综合医院。
2019年，医院被评定为国家三级甲等综合医院。

## 援助武汉行动
2020年2月15日，三门峡黄河医院援助武汉的医疗队到达武汉天河机场，2月17日配合当地医生对方舱医院的180名新冠肺炎病人进行救护。
2020年10月21日，河南开始表彰新冠肺炎疫情先进个人和先进集体，三门峡黄河医院获得“河南省抗击新冠肺炎疫情先进集体”称号。